# Microgale talazaci
Microgale talazaci é uma espécie de mamífero da família Tenrecidae, endêmica de Madagascar.